# Ханза-Бранденбург W.12
Ханза-Бранденбург W.12 је морнарички ловац-извиђач направљен у Немачкој. Авион је први пут полетео 1917. године. 

## Пројектовање и развој

### Технички опис
Израђен је већи број ових хидроавиона, који су се одлично показали у задацима патролирања морем и у борбама са противничким авионима.
Највећа брзина у хоризонталном лету је износила 161 km/h. Размах крила је био 11,20 метара а дужина 9,60 метара. Маса празног авиона је износила 997 килограма а нормална полетна маса 1454 килограма. Био је наоружан са једним или два митраљеза ЛМГ 08/15 Шпандау (LMG 08/15 Spandau) калибра 7,92 mm напред и једним Парабелум 7,92 мм у задњем делу кабине.

## Наоружање
| Наоружање авиона: Ханза-Бранденбург |                       |
| Ватрено (стрељачко) наоружање       |                       |
| Топ                                 |                       |
| Митраљез                            |                       |
| Број и ознака митраљеза             | 1-2 напред + 1 позади |
| Калибар                             | 7,92                  |
| Бомбардерско наоружање (бомбе)      |                       |
| Ракетно наоружање (ракете)          |                       |

## Земље које су користиле овај авион
| - Немачка - Аустроугарска - Холандија - Пољска - Румунија - Југославија |